# Corynactis viridis
Corynactis viridis är en korallart som beskrevs av George James Allman 1846. Corynactis viridis ingår i släktet Corynactis och familjen Corallimorphidae. Inga underarter finns listade i Catalogue of Life.

## Bildgalleri

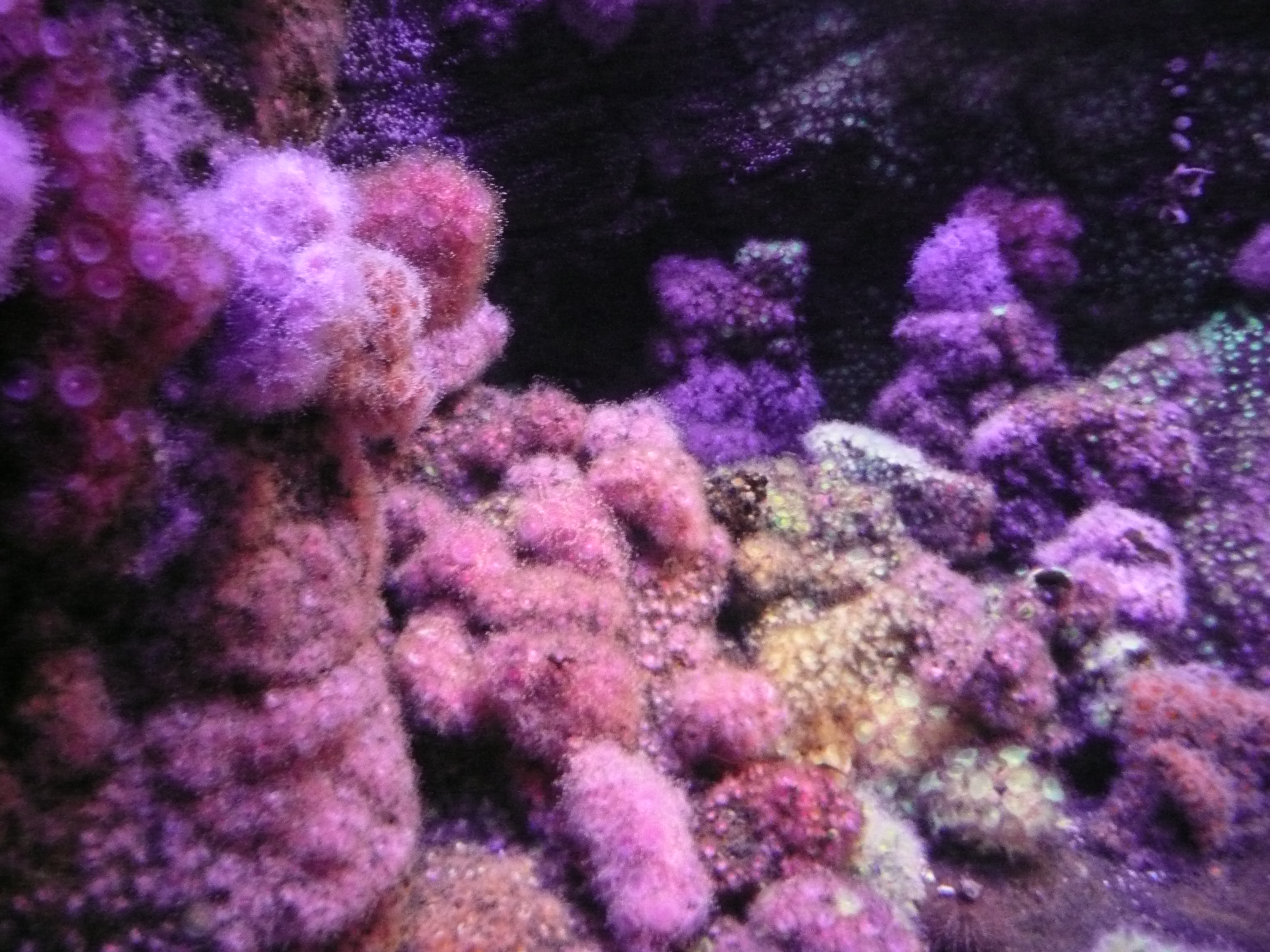
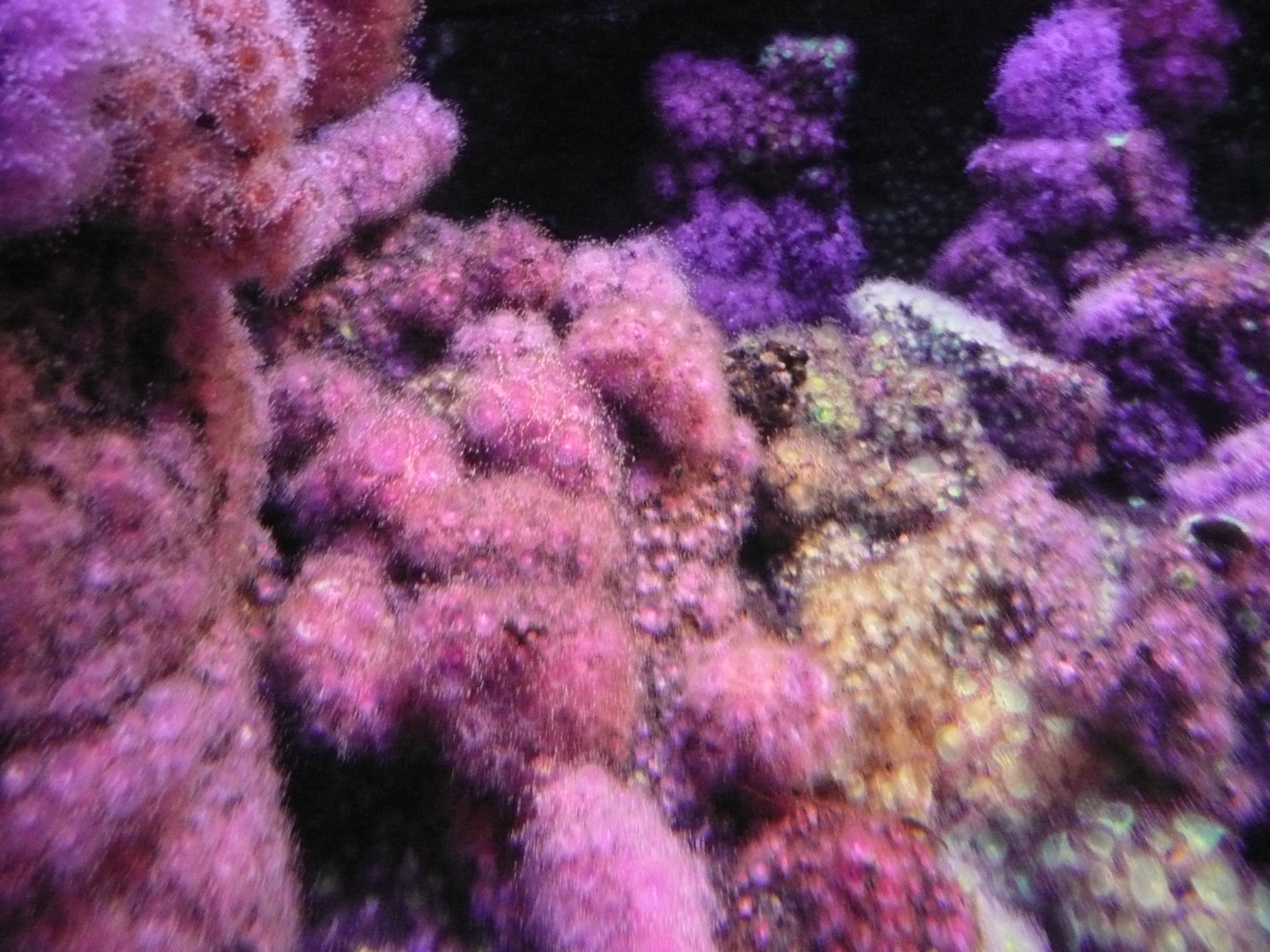
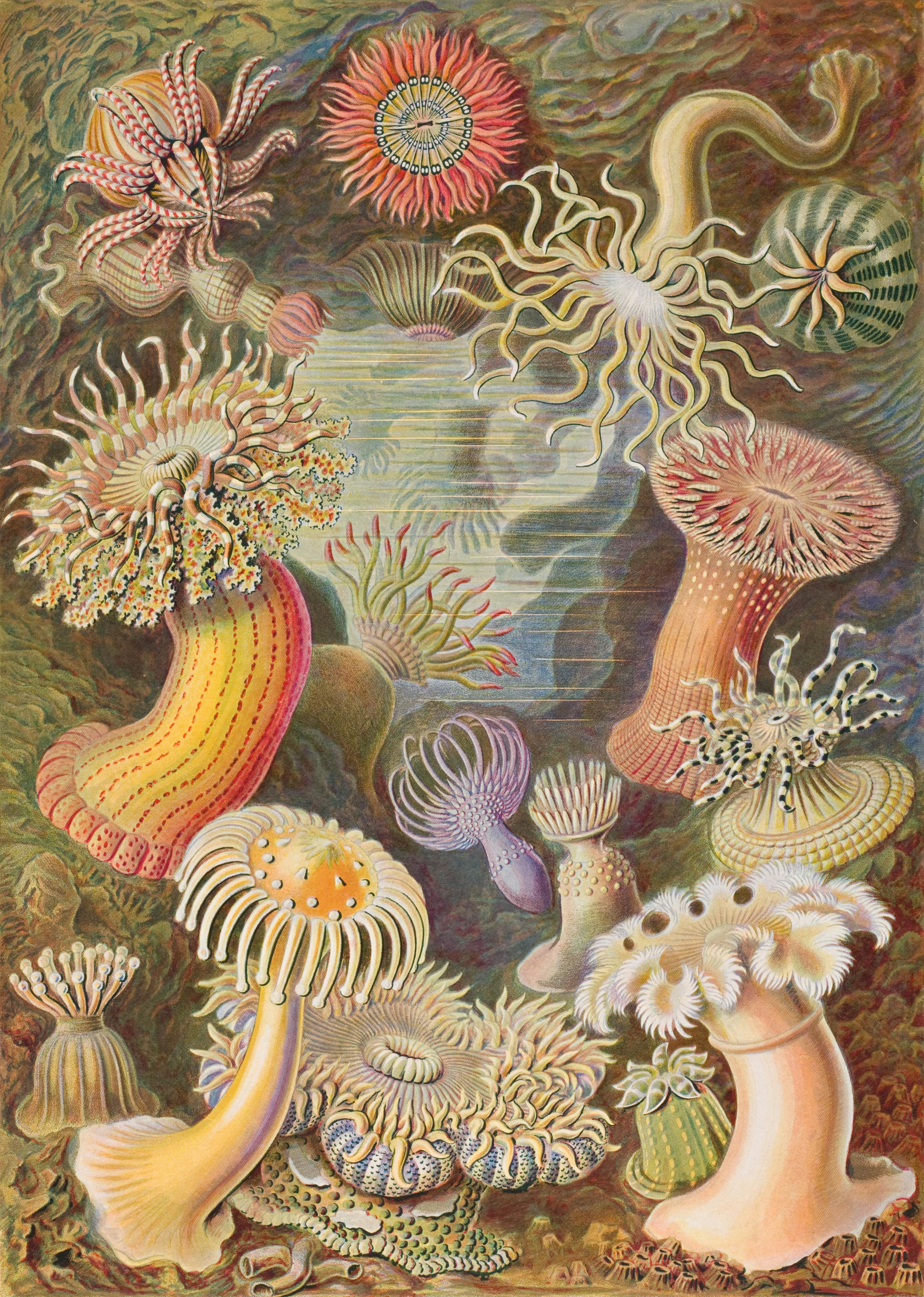
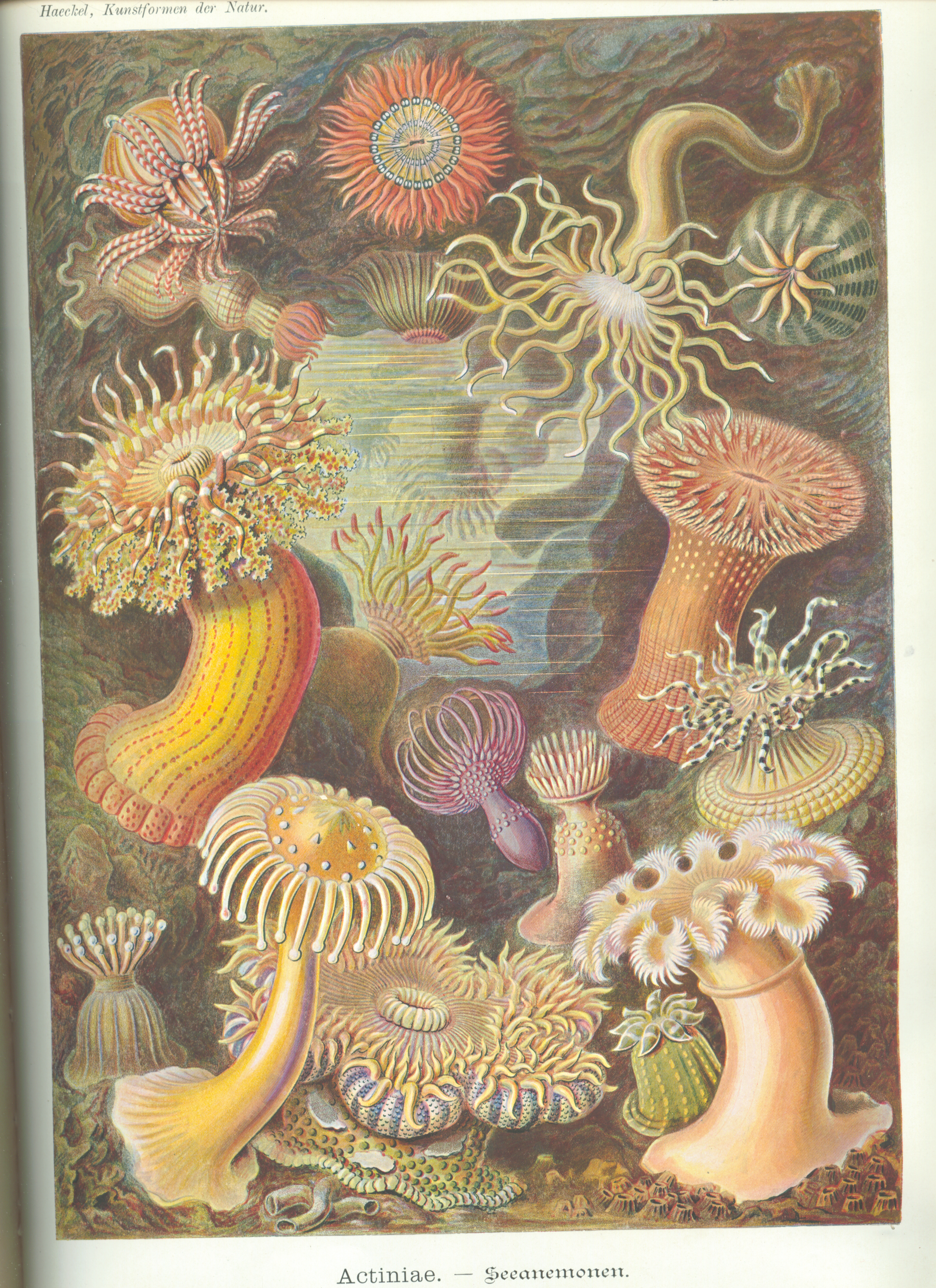